# Castrul roman de la Cioroiu Nou
{{== CASETA Sit arh. Cioroiu Nou == Categoria: A – monument de interes naţional
Natura: monument de arheologie
Datare: sec. II p. Chr., Epoca romană
Adresa: “La cetate”, La SE de satul Cioroiu Nou, la S de drumul Cioroiul Nou – Siliştea Crucii
Localitate: sat Cioroiu Nou; comuna Cioroiaşi
Judeţ: Dolj

## Situl arheologic Cioroiu Nou
Este unul dintre cele mai importante monumente arheologice din judeţul Dolj. Este alcătuit dintr-o villa rustica(DJ-I-m-A-07886.01) şi un castru roman (DJ-I-m-A-07886.02).
Se afă la 20Km N de Dunăre și aproximativ 40Km SV de Craiova.
Fortificaţia se găseşte la sud de satul actual şi are forma patrulateră-trapezoidală, cu colţurile rotunjite şi cu dimensiunile de 235 x 130m. Cele mai vechi artefacte descoperite datează din epoca Bronzului, de acum 4000 de ani, urmată de situl daco-roman. Aşezarea militară romană e datată în secolul II-III en.
Printre descoperirile arheologice mai importante: fortificaţia romană, aşezarea civilă, un templu, o necropolă, terme şi clădiri administrative cu încălzire prin podea, material sculptural, monede, piese metalice de fier şi bronz, arme, inscripţii şi elemente de ceramică. În zona Termelor Romane, au fost descoperite şi conservate primar băile publice şi alte 2 clădiri de mari dimensiuni, cu utilitate publică.
Cele mai multe dintre monumentele romane sunt din prima jumătate a secolului III, perioada cea mai înfloritoare din punct de vedere economic şi edilitar, ce coincide cu instalarea unui detaşament (un post militar de pază și supraveghere - statio) al Legiunii VII Claudia, cum arată inscripţia pusă de Germanus, speculator al acestei legiuni.
Templul, termele, edificiul cu hypocaustum de sub cimitirul actual, locuinţe private, au fost ridicate în această primă jumătate a secolului III. 
În jurul anului 245, în timpul invaziei carpilor, aşezarea romană este parţial distrusă, dar e înlocuită cu o fortificaţie de mari dimensiuni, cu val de pământ și 2 șanțuri de apărare. Ulterior această fortificație lasă locul unor aşezări civile. Există chiar ipoteza, neprobată, că aici ar putea fi chiar Malva, capitala, încă neidentificată indubitabil, a Daciei Malvensis. 
Termele Romane sunt în atenţia autorităţilor pentru a fi incluse într-un circuit turistic-cultural.
}}